# Association Européenne des Conservatoires, Académies de Musique et Musikhochschulen
Die Association Européenne des Conservatoires, Académies de Musique et Musikhochschulen (AEC) ist ein europäisches Kultur- und Bildungsnetzwerk, das 1953 gegründet wurde. Der Verein mit Sitz in Brüssel vertritt die Interessen von Institutionen, die sich mit der Ausbildung zum Berufsmusiker beschäftigen und umfasst etwa 300 Mitgliedshochschulen in 55 Ländern.

## Geschichte
Ein Treffen zwischen dem Leiter des Konservatoriums in Venedig Renato Fasano und dem Direktor des Salzburger Mozarteums Bernhard Paumgartner und dessen Mitarbeiters Eberhard Preussner war ideengebend zur Gründung einer übernationalen Vereinigung der Musikhochschulen. Eine erste Zusammenkunft von Musikschulen, die professionelle Ausbildung betreiben, wurde im Sommer 1953 in Bad Aussee organisiert und es erschienen Repräsentanten dieser Schulen aus 22 Ländern. Die Konferenz fand eine Fortsetzung in Salzburg und die Gründung wurde vollzogen.

## Veranstaltungen und Projekte
- Auf einem jährlich stattfindenden Kongress in wechselnden Ländern werden spezifische Themen diskutiert und Informationen ausgetauscht.
- Die Jahresversammlung der Beauftragten für Internationale Beziehungen die mit europäischen Austauschprogrammen zu tun haben vermittelt praktische Informationen und Fortbildung zu bilateralen und multilateralen Kooperations- und Austauschprojekten.

Projekte
- Die Koordination von Kooperations- und Forschungsprojekten für den professionellen Musikausbildungssektor, die durch die Programme der Europäischen Union finanziert werden, gehört zu den wichtigen Projekten der AEC.
- Alle AEC-Veröffentlichungen zu Forschungsstudien und Kongressprotokollen sind kostenlos online oder gedruckt verfügbar.[4]